# 余家壩遺址
余家壩遺址位於重慶市開縣渠口鎮欽雲村，文物遺址年代為戰國、漢，2009年12月15日列為第二批重慶市文物保護單位。